# 颱風鴻雁 (2000年)
颱風鴻雁（英語：Typhoon Kirogi，發音：[ci.ɾɔ.ɟi]），在菲律賓被稱為颱風迪塘（英語：Typhoon Ditang），是個規模龐大的颱風，於2000年7月上旬在日本造成嚴重破壞。6月30日，鴻雁在一片不穩定天氣區域內形成，最初緩慢向北移動。據聯合颱風警報中心（JTWC）稱，風暴在7月3日快速增强，並於翌日達到相當於萨菲尔-辛普森飓风等级中的四級標準。7月5日，日本氣象廳（JMA）評估風暴已達到風力時速155公里（10分鐘持續），气压940毫巴（百帕；27.76英寸汞柱）的最高強度。接下來的幾天裏，風暴向東北方移動，並加速向日本靠近。7月8日早上，鴻雁吹襲日本東部，然後轉變成溫帶氣旋。
最初的新聞報導稱鴻雁在菲律宾造成死傷慘重的水災；然而，風暴距離該國太遠，難以產生任何影響。在日本，鴻雁帶來暴雨和強風，造成三人死亡，並造成150億日圓（2000年，相當於1.4億美元）的損失。水災淹沒东京周邊近1,300戶住宅，強風導致約20,000戶住宅斷電。神津島的山泥傾瀉摧毀三棟房屋。

## 氣象歷史
2000年6月30日，颱風鴻雁起源於菲律宾棉蘭老島以東約650公里處的一個結構混亂的陣雨和雷暴區，與一弱低壓區有關。兩天來該系統幾乎停留不動，期間變得越來越有組織性。7月1日，聯合颱風警報中心（JTWC）發布熱帶氣旋形成警報，預計該低氣壓將在24小時內發展為強烈的熱帶氣旋。翌日上午6時左右，日本氣象廳（JMA）開始將該系統視為熱帶低氣壓並進行監測。與此同時，聯合颱風警報中心也將該系統歸類為第五號熱帶低氣壓。六小時後，菲律賓大氣地球物理和天文服務管理局（PAGASA）開始就同一系統發布公告，並將其歸類為熱帶低氣壓迪塘。
7月2日一整天，該低氣壓受東側中層副熱帶高壓脊的影響開始緩慢向北移動。當天晚上，聯合颱風警報中心將其升級為熱帶風暴。翌日早上，日本氣象廳亦將該系統升級為熱帶風暴，並命名為鴻雁（Kirogi）。雖然氣旋的環流廣闊，但對流逐漸包圍環流的南部外圍。在被命名幾個小時後，日本氣象廳將鴻雁升級為強熱帶風暴，隨後更升級為颱風。與此同時，聯合颱風警報中心將這場風暴歸類為颱風。升級後，颱風具有良好的外流和突出的帶狀特徵，圍繞系統進行整合。

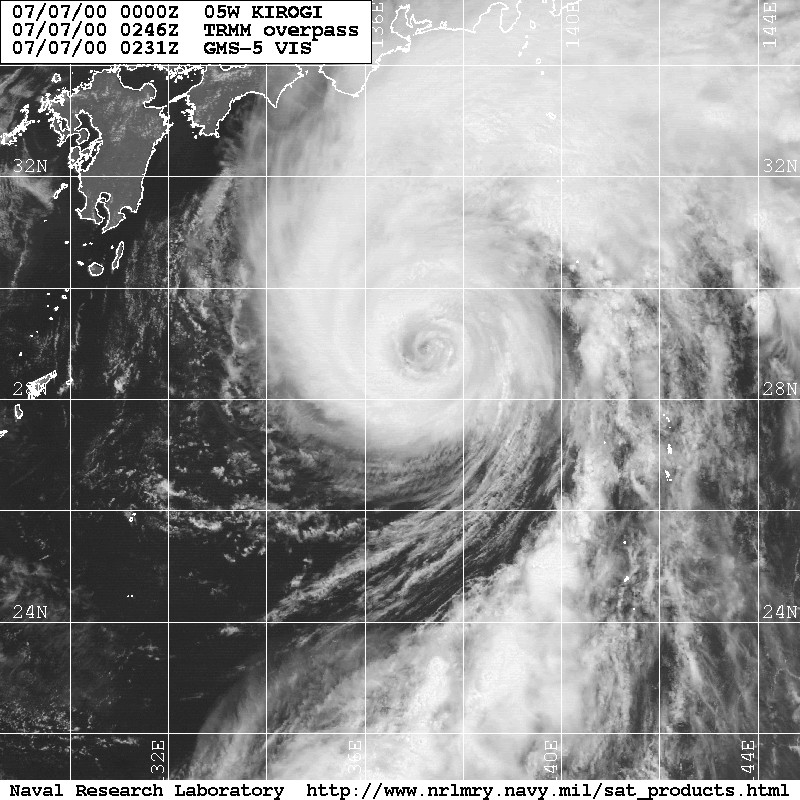
颱風鴻雁於7月7日逼近日本

達到颱風強度後不久，鴻雁就開始快速增强。大約18小時後，聯合颱風警報中心的報告指出該風暴達到最高強度，1分鐘持續風速為每小時215公里，相當於萨菲尔-辛普森飓风等级的四級颶風。此時，颱風位於沖繩島東南約870公里。風暴擁有一直徑59公里寬的對稱風眼。7月5日早上，日本氣象局的報告指出奇洛基已達到最高強度，10分鐘持續風速為每小時155公里，氣壓940毫巴（百帕；27.76英寸汞柱）。風暴的規模較為龐大，烈風直徑達520公里。
7月5日，達到最高強度幾個小時後，一個中層低壓槽導致鴻雁中心四周的對流減弱，風眼被雲層填塞。當天晚上，大部分對流帶局限於系統的東部外圍。大約在這個時候，風暴轉向東北方移動並持續幾天。風暴繼續加速移動，其強度開始減弱。 然而，它的規模也隨之擴大。到7月6日，風暴的烈風直徑已達925公里。隨著鴻雁靠近日本，其強度逐漸減弱。聯合颱風警報中心和日本氣象廳均在7月7日報告稱，其持續風速已跌至時速140公里。7月8日早上，風暴以風力時速130公里（10分鐘持續）吹襲千葉縣銚子市附近的日本東岸。幾個小時後，颱風減弱為強烈熱帶風暴，然後在北海道東南海岸附近轉變成溫帶氣旋。此時，風暴急速向東轉向，並短暫減速，然後重新加速。風暴的殘留一直持續到7月10日，隨後在阿留申群島西南方消散。

## 防災措施及影響

### 菲律賓
颱風初期，新聞報導稱，風暴的外圍雨帶為菲律賓帶來強降雨，造成16人死亡。然而，對這場風暴的氣象分析表明，鴻雁並非造成這場降雨的原因。相反，後來成為颱風啟德的季風低壓在當地引發水災。颱風鴻雁與菲律賓的距離從未少於835公里。然而，風暴產生的湧浪對菲律賓沿海地區造成中度破壞，迫使馬尼拉的工人清理破壞性海浪留下的殘駭。

### 日本

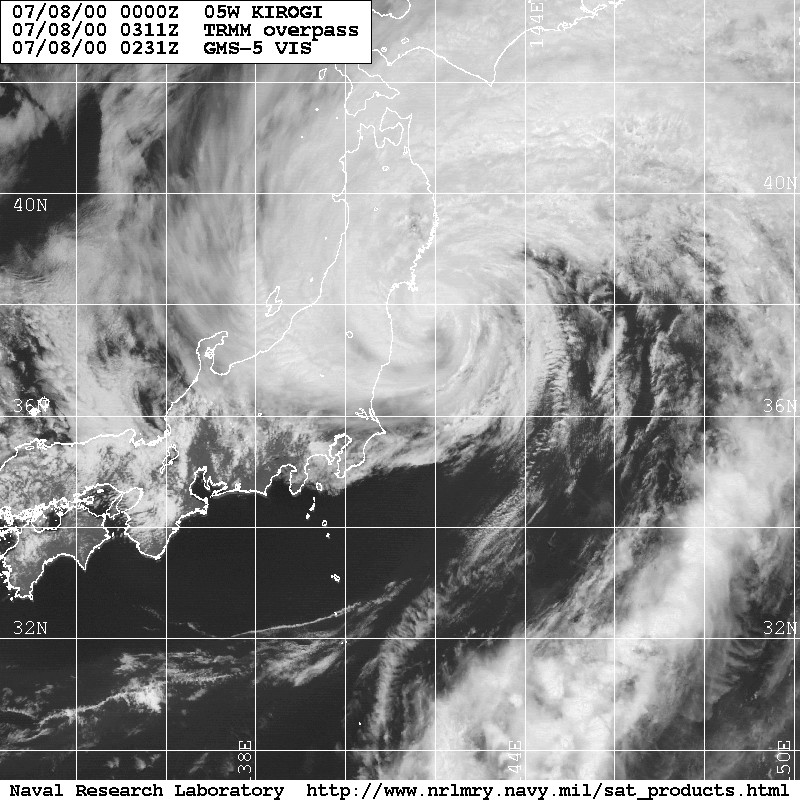
強烈熱帶風暴鴻雁在7月8日吹襲日本

在日本，鴻雁成為自1989年太平洋颱風季某風暴以來首個威脅東京的颱風，導致數百名居民撤離。由於海浪高達9米，風暴前共有120個航班被取消，30個渡輪服務被暫停。颱風帶來的大雨引發山體滑坡，神津島共788名居民需要疏散。在東京市，受颱風鴻雁的影響，日本官員命令800名居民疏散到避難所。
由於風暴強度較最高強度時大幅減弱，因此造成的損失比最初預期的要小得多。風暴造成的損失總計達544億日圓（2000年，相當於5.05億美元）。三人在風暴中喪生，他們都是在灌溉溝渠中被發現的。首名死者是一名81歲的男子，第二名死者是一名30歲的男子，他的車失控並墜入溝渠，最後一名死者是一名3歲男孩，他墜入位於他家附近的溝渠。兩名11歲男孩最初被報告失蹤，後來在被洪水沖走並在溝渠中被發現。
東京周邊約1,300所房屋被洪水淹沒，神津島的三所房屋因山泥傾瀉被毀。神奈川縣和靜岡縣發生大範圍停電，高達時速177公里的強風吹倒樹木和電線，導致約20,000人斷電。風暴帶來的降雨量達每小時55毫米東京的總雨量達416毫米，伊豆大島達到400毫米，宮城縣雄勝町達到357毫米。這些降雨量是日本東部7月平均降雨量的兩倍多。
降雨量高達182毫米，導致整個北海道東部發生水災，造成大範圍農業損失。整個青森縣大片道路被洪水沖毀，19棟房屋被淹沒。風暴在青森縣造成的損失估計達7.77億日圓（2000年，相當於721萬美元）。北海道共有2,957公頃的農田被洪水淹沒。北海道浦河郡的漁業遭受嚴重損失，達8.99億日圓（2000年，相當於834萬美元）。該區的強風導致多處房屋的屋頂受到中度損壞，其中一些房屋的屋頂被毀。

## 外部連結
- 日本氣象廳有關颱風鴻雁（0003）的一般資訊 （页面存档备份，存于），取自數位颱風網 （英語）
- 日本氣象廳有關颱風鴻雁（0003）的最佳路徑數據（圖像） （页面存档备份，存于） （英語）
- 日本氣象廳的最佳路徑數據（文本） （页面存档备份，存于） （英語）
- 聯合颱風警報中心有關第五號颱風（鴻雁）的JTWC 最佳路徑數據 （页面存档备份，存于） （英語）
- 美國海軍研究實驗室有關05W.鴻雁 （页面存档备份，存于）